# Классическая борьба на летней Спартакиаде народов СССР 1971
Соревнования по классической борьбе на V летней Спартакиаде народов СССР проходили в Москве с 16 по 18 июля 1971 года. Параллельно был проведён 40-й чемпионат СССР по классической борьбе. Впервые на Спартакиаде борцы выступали в 10 весовых категориях. Участвовало 157 борцов. Спортсмены представляли команды всех союзных республик, Москвы и Ленинграда.

## Медалисты
| Весовая категория            | Золото                                          | Серебро                                       | Бронза                                       |
| ---------------------------- | ----------------------------------------------- | --------------------------------------------- | -------------------------------------------- |
| До 48 кг Наилегчайший вес    | Фируддин Курбанов «Нефтчи» (Баку)               | Валерий Чавка «Спартак» (Саратов)             | Александр Вайнберг «Труд» (Ленинград)        |
| До 52 кг Легчайший вес       | Иван Кочергин Вооружённые Силы (Ростов-на-Дону) | Сергей Рыбалко «Динамо» (Запорожье)           | А. Алиев «Нефтчи» (Баку)                     |
| До 57 кг Полулёгкий вес      | Джемал Мегрелишвили «Динамо» (Тбилиси)          | Рустем Казаков Вооружённые Силы (Ташкент)     | Эдуард Файнштейн «Буревестник» (Минск)       |
| До 62 кг Лёгкий вес          | Валерий Спиридонов Профсоюзы (Таллин)           | Отар Татишвили «Гантиади» (Тбилиси)           | Ильдус Мухарлямов «Спартак» (Казань)         |
| До 68 кг 1-й полусредний вес | Роман Руруа «Колмеурне» (Тбилиси)               | Велиджан Умеров «Авангард» (Запорожье)        | В. Хомутский «Локомотив» (Казахская ССР)     |
| До 74 кг 2-й полусредний вес | Виктор Игуменов «Спартак» (Московская область)  | Имант Клинтсон Вооружённые Силы (Рига)        | Николай Сушков «Динамо» (Фрунзе)             |
| До 82 кг 1-й средний вес     | Анатолий Назаренко Вооружённые Силы (Алма-Ата)  | Леонид Либерман «Спартак» (Минск)             | Тамаз Мачавариани Вооружённые Силы (Тбилиси) |
| До 90 кг 2-й средний вес     | Валерий Резанцев Вооружённые Силы (Алма-Ата)    | Омар Блиадзе «Буревестник» (Тбилиси)          | Александр Юркевич Вооружённые Силы (Москва)  |
| До 100 кг Полутяжёлый вес    | Василий Меркулов «Спартак» (Воронеж)            | Алексей Кармацких «Динамо» (Киев)             | Валерий Анисимов Вооружённые Силы (Москва)   |
| Свыше 100 кг Тяжёлый вес     | Анатолий Рощин Вооружённые Силы (Ленинград)     | Николай Шмаков «Спартак» (Московская область) | Владимир Сусич Вооружённые Силы (Минск)      |

## Командный зачёт
| Команда             | Золото | Серебро | Бронза | Всего |
| ------------------- | ------ | ------- | ------ | ----- |
| РСФСР               | 3      | 2       | 1      | 6     |
| Грузинская ССР      | 2      | 2       | 1      | 5     |
| Казахская ССР       | 2      |         | 1      | 3     |
| Азербайджанская ССР | 1      |         | 1      | 2     |
| Ленинград           | 1      |         | 1      | 2     |
| Эстонская ССР       | 1      |         |        | 1     |
| Украинская ССР      |        | 3       |        | 3     |
| Белорусская ССР     |        | 1       | 2      | 3     |
| Латвийская ССР      |        | 1       |        | 1     |
| Узбекская ССР       |        | 1       |        | 1     |
| Москва              |        |         | 2      | 2     |
| Киргизская ССР      |        |         | 1      | 1     |